# HJK Helsinki
Helsingin Jalkapalloklubi
Pour le club de football féminin, voir Helsingin Jalkapalloklubi (féminines).
Pour les articles homonymes, voir HJK (homonymie).
Maillots
Le Helsingin Jalkapalloklubi, fréquemment abrégé HJK Helsinki, est un club de football finlandais, basé à Helsinki.
Généralement considéré comme le plus grand club de Finlande, le HJK Helsinki est également le club finlandais qui a le plus gagné le championnat finlandais, 33 fois. Il a aussi remporté 14 fois la Coupe de Finlande et 6 fois la Coupe de la Ligue. Plusieurs joueurs internationaux finlandais ont joué pour le HJK comme le légendaire Jari Litmanen, Mikael Forssell, Teemu Pukki, Tihinen, etc.
Habitué à échouer aux portes de l'Europe, le HJK Helsinki demeure pourtant le seul représentant de la Finlande sur la scène européenne. En 1998-99, le club triomphe face au FC Metz dans les éliminatoires de la Coupe d'Europe des Clubs Champions, et se qualifie ainsi pour les phases de poules. Le club remporte donc 5 points dans son groupe en battant à domicile le Benfica Lisbonne, et en concédant 2 matchs nuls face au FC Kaiserslautern et au Benfica Lisbonne. En 2014-15, le club arrache également la première qualification de son histoire pour les phases de poules de la Ligue Europa. Le HJK se qualifie de justesse face au Rapid de Vienne, mais le club ne terminera que 3e de son groupe malgré deux victoires à domicile face au Torino et au FC Copenhague.
Le club profite de son leadership local pour se renforcer en interne. Depuis 2013, le club adopte une nouvelle stratégie marketing orientée vers l'international, développe sa présence sur la toile et sur les réseaux sociaux, et complète son effectif par quelques recrutements de joueurs étrangers comme Macoumba Kandji ou Antonio Doublas. Mika Lehkosuo reprend également les rênes de l'équipe un an après le début de cette restructuration, en 2014. À l'image de cette ascension, le HJK reçoit le FC Barcelone à l'occasion d'un match amical le 9 août 2014 (défaite 0-6 contre une équipe B toujours compétitive), quelques mois après avoir également organisé un match de charité (le 6 juin 2014) contre les anciennes gloires du Milan AC (défaite 5 à 7).
Le club possède également une équipe féminine. Elle a remporté 23 fois le Championnat de Finlande de football féminin et 17 fois la Coupe de Finlande de football féminin.

## Historique

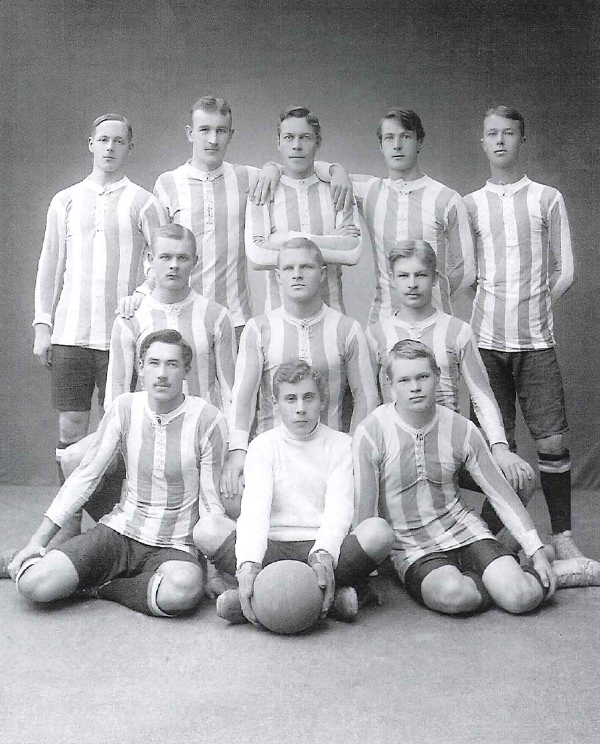
L'équipe de Helsingin Jalkapalloklubi, championne de Finlande en 1921.

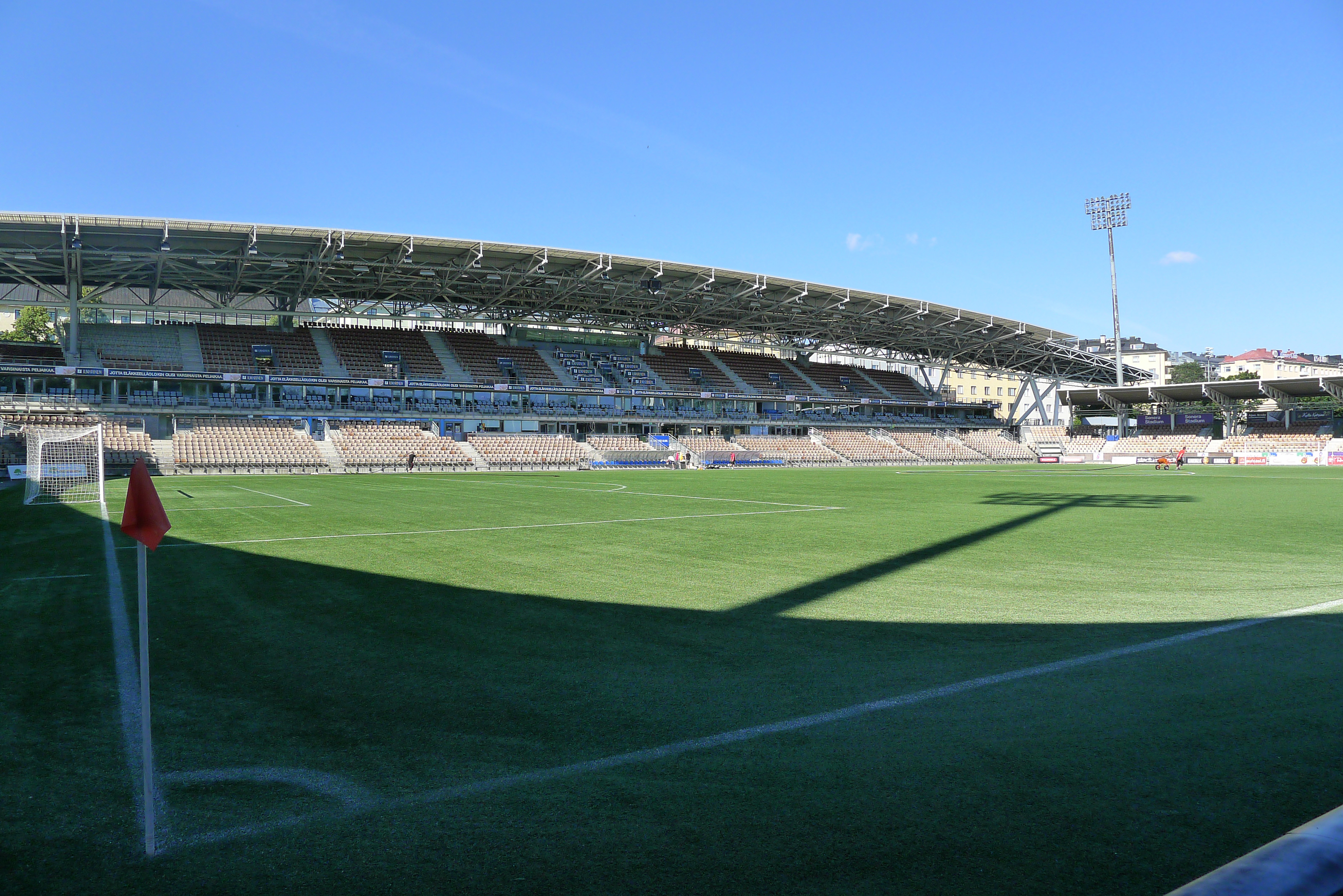
Le Sonera Stadium, stade officiel de l'équipe, situé dans le quartier de Töölö à Helsinki.

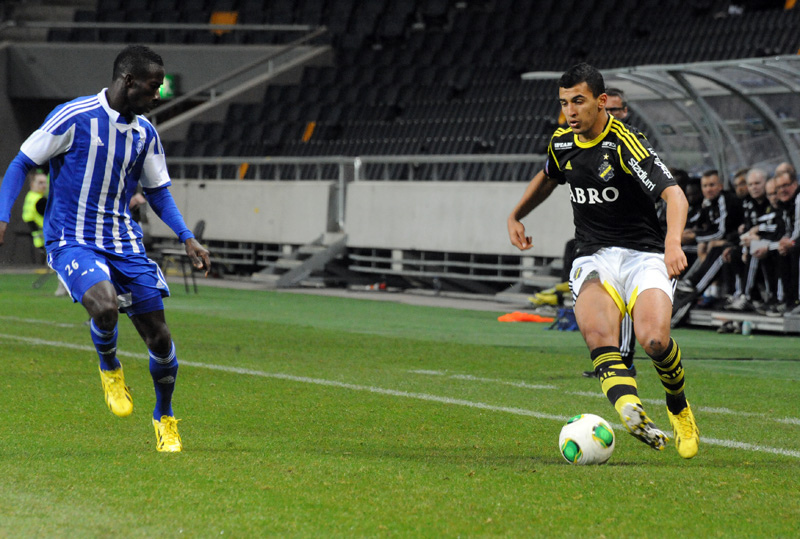
Nabil Bahoui de l'AIK affrontant l'ailier du HJK Demba Savage lors d'un match amical entre les deux équipes, en mars 2013.

Le club a été fondé en 1907 par Fredrik Wathén sous le nom de Helsingin Jalkapalloklubi - Helsingfors Fotbollsklubb. La réunion de fondation, a eu lieu dans un bowling au parc Kaisaniemi en mai. Le premier match de compétition a été disputé contre Ekenäs IF à Ekenäs. HJK a gagné 2 à 4.
Très tôt, HJK est devenu populaire parmi les étudiants finnois, tandis que les étudiants suédois préféraient jouer principalement pour Unitas ou HIFK. À la fin de 1908, après un débat passionné, la langue est changée pour le finnois, ce qui amène de nombreux Suédois à se tourner vers HIFK et d'autres clubs, bien que quelques-uns choisirent de rester.
En 1909, les couleurs bleu et blanc sont choisies pour soutenir le mouvement fennomane et le bandy, ou hockey russe, est présenté comme deuxième sport officiel du club. Le club déménage du parc Kaisaniemi au nouveau stade Eläintarha (en). À la fin de l'année, Fredrik Wathen doit quitter son poste de président du club pour cause de maladie.
En 1910, Lauri Tanner est devenu le président du club qui est celui qui est resté le plus longtemps à ce jour. La même année, le club dispute son premier match international contre Eriksdals IF de Stockholm à Kaisaniemi. Le premier titre de champion est remporté en 1911. En 1915, le club déménage à Töölön Pallokenttä (en). En 1916, le tennis devient le troisième sport officiel du HJK, et il est pratiqué dans le club jusqu'au début des années 1920. Pendant la guerre civile finlandaise, en 1918, deux membres du club HJK, qui se battaient pour les Blancs, ont été tués.
En 1921, le premier championnat de bandy est remporté et au cours des cinq saisons suivantes, HJK atteint cinq fois la finale, remportant trois autres titres. Le bowling est au répertoire des sports du club, en 1925, mais ensuite les joueurs de bowling créent leur propre club, le Helsingin Keilaajat, l'année suivante. En 1928, le hockey sur glace devient un sport officiel et le premier championnat est remporté en 1929. Le format de la ligue est introduit au football finlandais en 1930, mais le HJK ne parvient pas à se qualifier pour la première saison. En 1931, HJK joue sa première saison dans la ligue, mais à la fin de la saison, ils sont relégués.
Au cours de la Seconde Guerre mondiale, HJK a perdu 22 membres servants dans les forces armées, dont neuf sont morts au cours de la guerre d'Hiver, douze pendant la guerre de Continuation et un pendant la guerre de Laponie. En 1943, le handball est ajouté comme sixième sport officiel du club. HJK remporte une médaille d'argent et deux médailles de bronze en handball, au cours des trois saisons suivantes, mais après il n'a  plus aucun succès. Le handball a été le premier sport du HJK, où les femmes ont également participé. L'équipe féminine a disputé un total de 22 saisons au plus haut niveau et a atteint la quatrième place.
En 1963, HJK a joué sa dernière saison en deuxième ligue de football, remportant 20 des 22 matchs et marquant 127 buts. En 1964, le club nouvellement promu remporte son dixième titre de champion et la saison suivante, en 1965-1966, il  dispute son premier match de Ligue des champions de l'UEFA contre Manchester United au stade olympique d'Helsinki. Cependant, une perte cumulée sur les deux matchs, de 2 à 9, entraîne l'élimination de HJK de la compétition.
En 1966, le club s'assure son premier titre de champion en remportant contre le KTP Kotka 6-1 en finale devant 7 000 spectateurs. La section bandy est  dissoute à la fin des années 1960. Le dernier sport officiel du club, le patinage artistique, a été ajouté en 1966 et supprimé en 1972. La section de hockey sur glace est également dissoute en 1972 et la dernière saison de handball a lieu en 1978. Depuis, le HJK n'est plus un club multisports et n' a plus que le football .
Au cours de la saison 1998-1999, le HJK est devenu le premier club finlandais à jouer en phase de groupes de la Ligue des champions de l'UEFA après avoir battu le FC Metz, au deuxième tour de qualification. Le club a également obtenu cinq points dans son groupe, battant le Benfica Lisbonne à domicile et obtenant le nul à domicile (1:1) contre FC Kaiserslautern et Benfica. Ils perdent deux fois face au PSV Eindhoven.
L'actuel stade d'accueil du club, le Sonera Stadium, devenu Telia 5G -areena, depuis avril 2017, a ouvert ses portes en 2000. Le 20e titre du championnat est remporté en 2002. En 2008, le club remporte son dixième titre de la Coupe de Finlande. La saison 2009 est le début d'une série de championnats qui donne lieu à six titres consécutifs de 2009 à 2014.
En 2014, le HJK est devenu le premier club finlandais à jouer en phase de groupes de la Ligue Europa après avoir battu le Rapid Vienne en barrage. Le HJK, vainqueur du Torino FC et du FC Copenhague, à domicile, termine troisième de son groupe avec six points,,. 
Le HJK a fait plusieurs acquisitions au cours de l'hiver 2015, dont l'attaquant du Córdoba CF Mike Havenaar, Atomu Tanaka et le milieu de terrain Guy Moussi de Birmingham City. Avec les nouvelles recrues dans l'équipe, le HJK a entamé la saison en remportant la coupe de la ligue, un exploit qu'il n'avait pas réussi depuis 1998. HJK a également joué son premier derby local contre HIFK, depuis avril 1972, avec un match nul 1-1. Cependant, le HJK n' a pas réussi à reproduire le succès qu'il avait connu au cours des six dernières saisons, terminant la saison 2015 à la troisième place, derrière le champion SJK Seinäjoki et le RoPS, vice-champion.
Apres une mauvaise saison en 2016, HJK a gagné le Veikkausliiga en 2017 et 2018.
En 2019, HJK a mal commencé la saison, et le manager Mika Lehkosuo a été viré. Toni Koskela l’a remplacé.
HJK Helsinki a gagné la ligue pour le derniere trois saisons en suite, de 2020-2022. En 2021, HJK á qualifié pour le Ligue Europa Conférence. Sur la saison 2022-2023, le club passe les phases de qualification de l'Europa League mais ne parvient pas à décrocher une seule victoire sur les 6 matchs du groupe C.  
Dates importantes
- 1907 : fondation du club.
- 1911 : premier titre du club.
- 1965 : 1re participation à une Coupe d'Europe (C1, saison 1965/66).
- 2000 : inauguration du Sonera Stadium.
- 2014 : 1re qualification pour les phases de groupe de la Ligue Europa (C3, 2014/2015).

## Palmarès et résultats

### Palmarès
| Championnats nationaux | Coupes nationales | Compétitions internationales |
| - Championnat de Finlande (33) - Champion : 1911, 1912, 1917, 1918, 1919, 1923, 1925, 1936, 1938, 1964, 1973, 1978, 1981, 1985, 1987, 1988, 1990, 1992, 1997, 2002, 2003, 2009, 2010, 2011, 2012, 2013, 2014, 2017, 2018, 2020, 2021, 2022 et 2023. - Vice-champion : 1921, 1933, 1937, 1939, 1956, 1965, 1966, 1982, 1983, 1999, 2001, 2005, et 2006 et 2016. - Championnat de Finlande de deuxième division (3) - Champion : 1932, 1952 et 1963. | - Coupe de Finlande (14) - Vainqueur : 1966, 1981, 1984, 1993, 1996, 1998, 2000, 2003, 2006, 2008, 2011, 2014, 2017 et 2020. - Finaliste : 1976, 1985, 1990, 1994, 2016, 2018 et 2021. - Coupe de la Ligue finlandaise (6) - Vainqueur : 1994, 1996, 1997, 1998, 2015 et 2023. - Finaliste : 1995, 2009 et 2012. |                              |

### Bilan européen
| Compétition              | P  | M   | V  | N  | D   | BP  | BC  | Diff. |
| ------------------------ | -- | --- | -- | -- | --- | --- | --- | ----- |
| Ligue des champions (C1) | 24 | 87  | 31 | 15 | 41  | 109 | 137 | -28   |
| Coupe des coupes (C2)    | 4  | 12  | 6  | 1  | 5   | 18  | 24  | -6    |
| Ligue Europa (C3)        | 23 | 78  | 22 | 13 | 43  | 80  | 152 | -72   |
| Ligue Conférence (C4)    | 4  | 28  | 7  | 6  | 15  | 31  | 54  | -23   |
| Coupe Intertoto          | 1  | 4   | 1  | 2  | 1   | 6   | 6   | 0     |
| Total                    | 56 | 209 | 67 | 37 | 105 | 244 | 270 | -126  |

### Records
- Plus large victoire en Ligue des champions : 10-0 lors du deuxième tour retour de qualification face à Bangor le 2 août 2011[8]

## Joueurs et personnalités du club

### Entraîneurs
Le tableau suivant présente la liste des entraîneurs du club depuis 1933.
| Rang | Nom                           | Période   |
| ---- | ----------------------------- | --------- |
| 1    | Yrjö Larha                    | 1933-1944 |
| 2    | Eino Nuutinen                 | 1945-1947 |
| 3    | George Duke & George Skinner  | 1948-1949 |
| 4    | Eino Nuutinen                 | 1950      |
| 5    | Janos Nagy                    | 1951      |
| 6    | Eino Nuutinen                 | 1952      |
| 7    | Niilo Nordman                 | 1953-1955 |
| 8    | Aatos Lehtonen                | 1956-1958 |
| 9    | Aulis Rytkönen                | 1960-1971 |
| 10   | Raimo Kauppinen               | 1972      |
| 11   | Kai Pahlman & Raimo Kauppinen | 1973-1974 |

| Rang | Nom                              | Période               |
| ---- | -------------------------------- | --------------------- |
| 12   | Aulis Rytkönen & Raimo Kauppinen | 1975-1979             |
| 13   | Martti Kuusela & Raimo Kauppinen | janv. 1980-déc. 1981  |
| 14   | Thure Sarnola & Raimo Kauppinen  | janv. 1982-déc. 1982  |
| 15   | Miikka Toivola                   | janv. 1983-déc. 1984  |
| 16   | Jyrki Heliskoski                 | janv. 1985-déc. 1989  |
| 17   | Martti Kuusela                   | janv. 1991-déc. 1990  |
| 18   | Jyrki Nieminen                   | janv. 1991-déc. 1991  |
| 19   | Jari-Pekka Keurulainen           | janv. 1992-déc. 1994  |
| 20   | Bo Johansson                     | janv. 1995-déc. 1995  |
| 21   | Tommy Lindholm                   | janv. 1996-juil. 1996 |

| Rang | Nom                                     | Période               |
| ---- | --------------------------------------- | --------------------- |
| 22   | Jari-Pekka Keurulainen & Martti Kuusela | juil. 1996-déc. 1996  |
| 23   | Antti Muurinen                          | janv. 1997-déc. 1999  |
| 24   | Jyrki Heliskoski                        | janv. 2000-déc. 2001  |
| 25   | Keith Armstrong                         | janv. 2002-sept. 2007 |
| 26   | Aki Hyryläinen                          | sept. 2007-oct. 2007  |
| 27   | Antti Muurinen                          | oct. 2007-déc. 2012   |
| 28   | Sixten Boström                          | janv. 2013-avr. 2014  |
| 29   | Mika Lehkosuo                           | avr. 2014-mai 2019    |
| 30   | Toni Koshela                            | mai 2019-oct. 2023    |
| 31   | Toni Korkeakunnas                       | oct. 2023-            |

### Joueurs emblématiques
- Mikael Forssell
- Markus Heikkinen
- Perparim Hetemaj
- Ari Hjelm
- Atik Ismail
- Mikko Kaven
- Peter Kopteff
- Toni Kuivasto
- Shefki Kuqi
- Martti Kuusela
- Veli Lampi
- Mika Lehkosuo
- Jari Litmanen
- Juho Mäkelä
- Antti Niemi
- Mika Nurmela
- Daniel O'Shaughnessy
- Tommi Paavola
- Kai Pahlman
- Antti Pohja
- Teemu Pukki
- Jari Rantanen
- Pasi Rautiainen
- Aki Riihilahti
- Paulus Roiha
- Aulis Rytkönen
- Janne Saarinen
- Hannu Tihinen
- Jarkko Wiss
- Alexei Eremenko Jr
- Alexei Eremenko Sr.
- Farid Ghazi
- Gustavo Manduca
- Rafael Pires Vieira
- Luiz Antonio
- Piracaia
- Rafinha

## Stade
- 1907-1908 : Parc de Kaisaniemi
- 1909-1914 : Stade Eläintarha
- 1915-1998 : Stade Töölön
- 1939-2000 : Stade olympique d'Helsinki
- 2000-0000 : Sonera Stadium (10 770 places)